# August Scherl

August Scherl

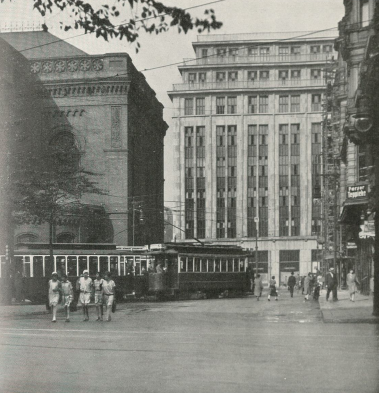
Berlin Scherlhaus 1928

August Hugo Friedrich Scherl (* 24. Juli 1849 in Düsseldorf; † 18. April 1921 in Berlin) war ein Berliner Großverleger.

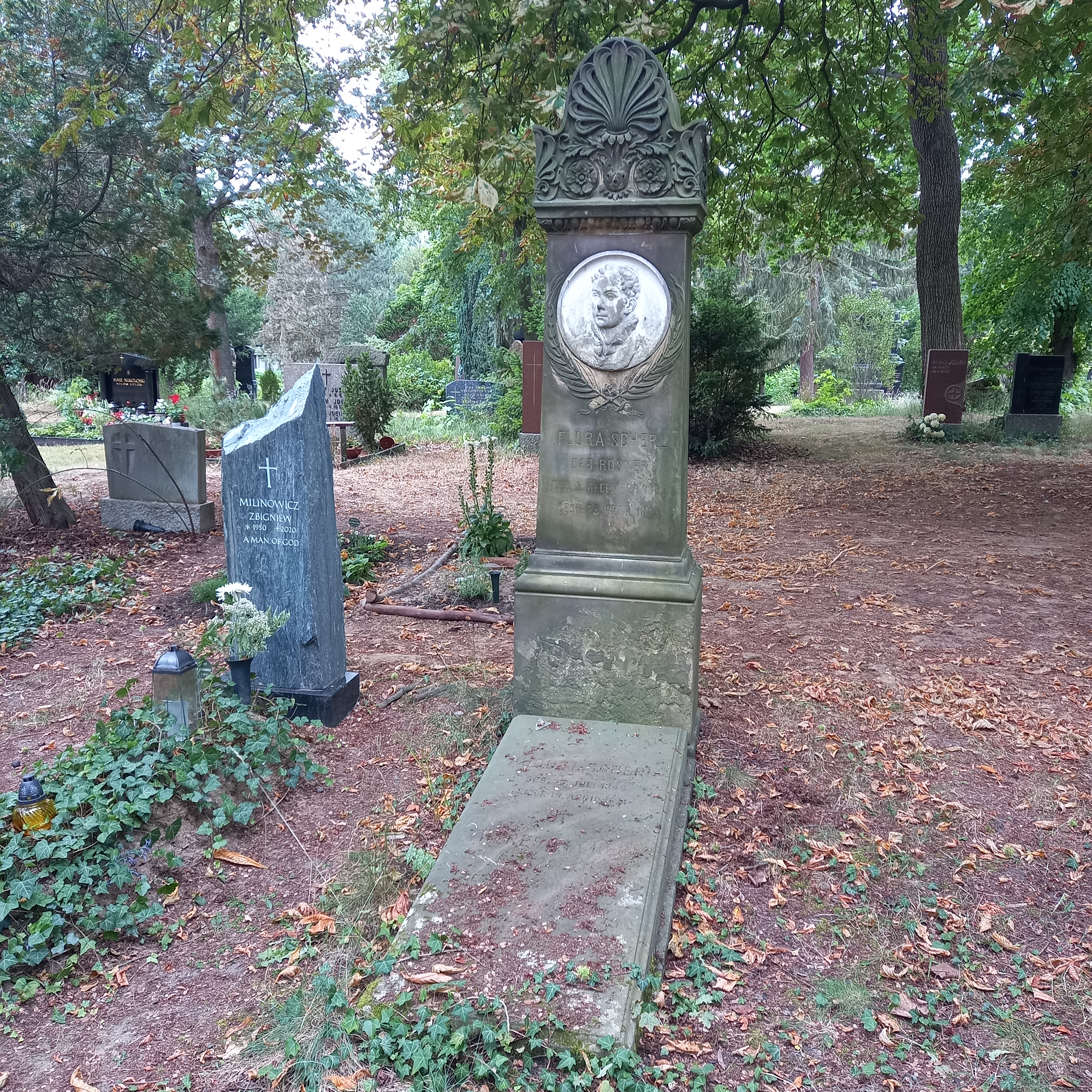
Das Grab von August Scherl und seiner Ehefrauen, der Schauspielerin Flora geborene Rosner, und Therese geborene Zöttl auf dem Luisenstädtischen Friedhof in Berlin

## Biografie
August Hugo Friedrich Scherl gründete am 1. Oktober 1883 einen Presse- und Buchverlag, der seit 1900 den Namen August Scherl Verlag trug. Seit dem 3. November 1883 gab er als ersten deutschen „Generalanzeiger“ den Berliner Lokal-Anzeiger heraus, seit 1899 erschien in seinem Verlag in der Zimmerstraße das illustrierte Wochenblatt Die Woche.
Er besaß zeitweise die auflagenstärksten Zeitungen in Deutschland und war Konkurrent von Leopold Ullstein, Rudolf Mosse und Alfred Hugenberg. Den Schlüssel zum Erfolg seiner Zeitungen schaute er bei ausländischen Blättern ab: Statt umständlich-kenntnisreiche Kommentare abzudrucken, bauten diese vor allem auf kurze Nachrichten auf und sicherten sich damit Millionenauflagen. Scherl machte es ihnen nach.
1913 setzte August Scherl Reichskanzler Bethmann-Hollweg davon in Kenntnis, dass er sich von Stammanteilen seines Konzerns im Wert von 8 Millionen Mark trennen werde. Er ließ verlauten, dass Rudolf Mosse ihm für diese 11,5 Millionen Mark biete; er würde die Anteile jedoch „Freunden der Regierung“ für 10 Millionen überlassen. Das Unternehmen, neben Ullstein und Mosse einer der drei großen Berliner Mediengiganten, wurde schließlich von Baron Simon Alfred Franz Emil von Oppenheim und dem Kölner Finanzier Louis Hagen mit einer Finanzierung von 8 Millionen Mark aufgefangen. Am 5. Februar 1914 legte Scherl die Geschäftsführung nieder. 1916 übernahm Hugenberg Scherls ehemaliges Unternehmen mit Unterstützung des preußischen Innenministeriums.
Scherl beschäftigte sich auch mit Theaterorganisation, mit Lotterie-Systemen und der Einschienenbahn.
1909 entwickelte er in seinem Buch Ein neues Schnellbahnsystem ein Einschienenbahnsystem für Deutschland. Die geplante Einschienenbahn am Taunusrand scheiterte an offensichtlich mangelnder technischer Ausarbeitung und politischen Widerständen.
Seine kostspieligen Zeitungsprojekte waren wirtschaftlich nicht erfolgreich, so dass er sein Presse-Unternehmen 1913 an den „Deutschen Verlagsverein“ (Baron Simon Alfred von Oppenheim und Kölner Finanzier Louis Hagen) verkaufte und 1914 ausschied. Sein überregionales Zeitungsimperium wurde im Jahr 1916 von Alfred Hugenberg und nach 1933 von Max Amann (Franz-Eher-Verlag) übernommen.
Scherl wohnte anfangs in der Naunynstraße (Elternhaus), später repräsentativ immer in zentraler Lage, in Berlin. Er soll eine millionenteure Villa in der Villenkolonie Berlin-Grunewald heimlich erbaut haben, um seine 2. Ehefrau zu überraschen. Als diese sich bei einer Vorbeifahrt abfällig über den Bau äußerte, ließ Scherl angeblich das Haus abreißen, ohne seine Frau zu informieren.
Sein Grab findet sich auf dem Luisenstädtischen Friedhof in Berlin neben dem seiner 1. Gattin, der Schauspielerin Flora Rosner.

## Periodika, Zeitungen und Zeitschriften aus dem Verlag August Scherl

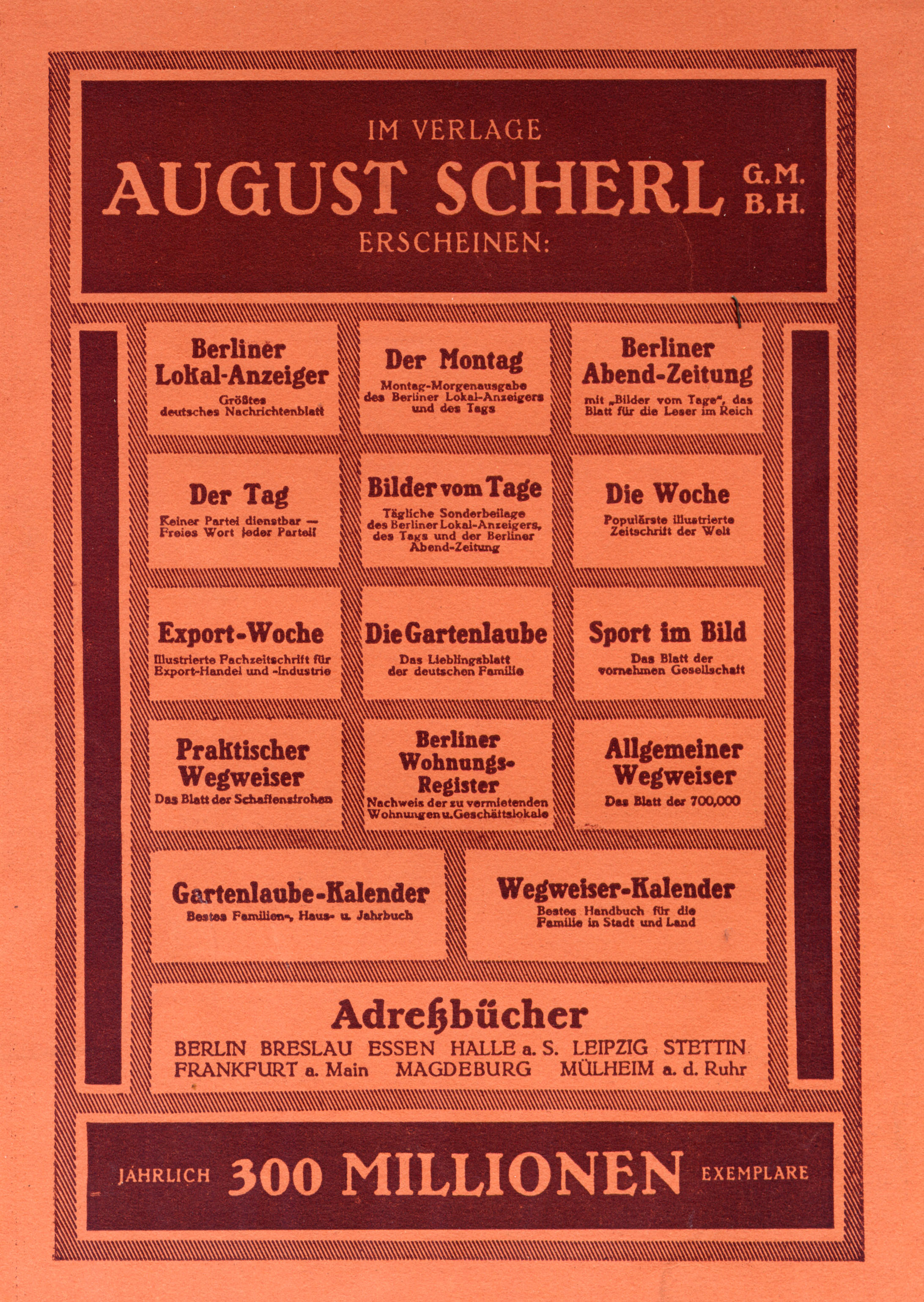
300 Millionen Exemplare jährlich im August Scherl Verlag (1914)

- 1883 Berliner Lokal-Anzeiger gegründet. Der Zeitung wird Nähe zu Wilhelm II. nachgesagt.
- ab 1889 die Berliner Abendzeitung
- 1894 Neueste Berliner Handels- und Börsennachrichten
- 1895 Sport im Bild (die erste deutsche Sportillustrierte)
- 1899 die Illustrierte Die Woche
- 1899 Sport im Wort
- 1900 die Tageszeitung Der Tag
- 1904 Kauf der Zeitschrift Die Gartenlaube
- 1905 Praktischer Wegweiser, ab 1909 zusätzlich Allgemeiner Wegweiser mit unterschiedlichen Zielgruppen
- 1922 Berliner Illustrierte Nachtausgabe
- 1928 Denken und Raten
- 1932–1941 Berlin hört und sieht (wöchentliche Programmzeitschrift)
- Scherl’s Magazin
- Der Silberspiegel, Modezeitschrift
- Scherls-Wohnungs-Zeitung
- Filmwelt
- Das Grundeigentum
- Der Kinematograph
- Echo
- Deutsche technische Auslandszeitschrift
- Berliner Adressbuch 1896–1943, unter Benutzung amtlicher Quellen
- Der Adler

## Überlieferung
Der größte Teil der Bilder des Scherl-Verlags befindet sich im Bestand "Bild 183" im Bildarchiv des Bundesarchivs in Koblenz.

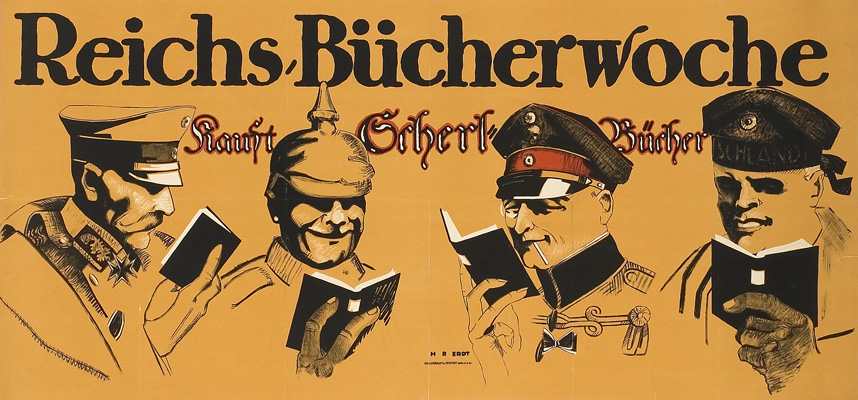
Werbeplakat von Hans Rudi Erdt, 1915/16

## Veröffentlichungen
- August Scherl: Berlin hat kein Theaterpublikum! Vorschläge zur Beseitigung der Mißstände unseres Theaterwesens. Scherl, Berlin 1898. Digitalisierung: Zentral- und Landesbibliothek Berlin, 2020; urn:nbn:de:kobv:109-1-15420786.
- August Scherl: Ein neues Schnellbahnsystem – Vorschläge zur Verbesserung des Personenverkehrs. Berlin 1909 (Volltext auf Commons)